# CRTナイター
CRTナイター（シーアールティーナイター）は栃木放送が金曜に放送されているプロ野球中継である。

## 概要
- タイトルは正式には放送曜日ごとに曜日が入る「CRT〇曜ナイター」である。
- 1992年度当時は火曜 - 土曜に放送されていた一方、日曜は自社製作の音楽番組「あらいきよしの星空ベストテン」があった為、立てられなかった。
- 2000年代の一時期、「星空ベストテン」終了と共に月曜を除く毎日に放送されたが、全国ネットに割り当てている水曜 - 金曜の週3回になったあと、2017年より金曜のみの放送となった。
- 2024年現在、プロ野球中継が金曜のナイター中継のみの民放ラジオ局は、他に和歌山放送、RSK山陽放送、南海放送、南日本放送、ラジオ沖縄がある。なお2021年時点では同様に金曜のみネットを行っていたLuckyFM茨城放送は2022年度から、レギュラー編成でのナイター中継を行わなくなった。
- ポストシーズンゲームの中継は行わない。

## テーマ曲
- サーベルと拍車　/　J.P.スーザ

## 放送時間
- 金曜 18:20 - 21:00（21:00以降試合継続時、「ミュージックブルペン」を短縮する上、最大22:00まで放送）

## 放送カード
栃木放送はNRNの単独加盟局であるため、ニッポン放送をキーステーションとする巨人戦中心の全国中継を放送している。
レインコート番組は、「ナイタースペシャル」。

### 制作担当局
- 北海道（日）/STV
- 宮城（楽）/TBC
- 関東（巨・ヤ・横・西・ロ）/LF
- 東海（中）/SF
- 近畿（神・オ）/ABC
- 広島（広）/RCC
- 福岡（ソ）/KBC